# Río Salamá
El río Salamá es un río en el departamento de Baja Verapaz, Guatemala. Discurre en dirección noroeste desde sus fuentes en la sierra de las Minas y la sierra de Chuacús, pasando por la ciudad de Salamá, la cabecera departamental de Baja Verapaz, hasta juntarse con el río Chixoy
forma parte de la cuenca del río Usumacinta, el cual forma parte de la vertiente guatemalteca del Golfo de México. es también el segundo río, después del Chixoy (Usumacinta) en alimentar la hidroeléctrica Chixoy.